# Безбедно сакупљање и руковање узорцима за тестирање на ковид 19
Безбедно сакупљање и руковање узорцима за тестирање на ковид 19  заснива се на примени теста и тестирању узорка горњих дисајних путева на тренутне инфекцију САРС-КоВ-2 вирусом, који се обавља искључиво према упутствима произвођача (јер  неки од  типова узорака неће бити прикладни за све тестове).

## Безбедно сакупљање и руковање узорцима
За здравствене раднике који прикупљају узорке или раде у кругу од 6 стопа од пацијената за које се сумња да су заражени САРС-КоВ-2, важно је одржавати одговарајући ниво контроле инфекције коришћењем:
- препоручене личну заштитну опрему, која укључује респиратор Н95 или виши ниво заштите (маску за лице ако респиратор није доступан),
- заштиту за очи,
- рукавице и
- огртач.

За здравствене раднике који рукују узорцима, али нису директно укључени у прикупљање (нпр  руковање самоприкупљеним узорцима) и који не раде у кругу од 6 стопа од пацијента, треба користити стандардне мере предострожности, односно носе неку врсту контроле извора  (маске за лице) све време док су у здравственој установи.
Пружаоци здравствених услуга могу минимизирати употребу личне заштитне опреме (ЛЗО) ако пацијенти прикупе сопствене узорке уз задржавање размака од најмање 6 стопа. На пример, провајдер треба да носи маску за лице, рукавице и огртач.

## Врсте респираторних узорака
Респираторне узорке треба узети чим се донесе одлука да се неко тестира на САРС-КоВ-2, без обзира на време појаве симптома болести.  
Смернице за прикупљање узорака које прате стандардне препоручене процедуре обухватају: 
- Прикупљање и тестирање узорка из горњих дисајних путева
- Прикупљање и тестирање узорка из доњих дисајних путева

### Прикупљање и тестирање узорка из горњих дисајних путева
За почетно дијагностичко тестирање на тренутне инфекције САРС-КоВ-2, већина центара за контролу болест препоручује прикупљање и тестирање узорка горњих дисајних путева у складу са прихваћеним типовима узорака и према упутства произвођача за узимање узорака. 
За узимање узорака горњих дисајних путева треба користити стерилне брисеве. Ово је важно како за сигурност пацијената тако и за очување интегритета узорка.  При теоме треба имати у виду да назофарингеални и орофарингеални узорци нису прикладни за самостално прикупљање.

### Прикупљање и тестирање узорка из доњих дисајних путева
Тестирање узорака доњег респираторног тракта је такође једна од  опција. За пацијенте који развију продуктиван кашаљ, спутум се може прикупити и тестирати на САРС-КоВ-2 када је доступан. Ииндукција спутума се не препоручује због могућности стварања аеросола током поступка. 
У одређеним клиничким околностима (нпр за оне који су на инвазивној  механичкој вентилацији), узорак аспирата доњег респираторног тракта или узорак бронхоалвеоларног испирања може се узети и тестирати као узорак из доњег респираторног тракта.

## Процена валидности узорака добијених самосакупљањем
Самостално прикупљање узорака, како без надзора тако и под надзором медицинског стручњака, тренутно је доступно за специфичне тестове који су одобрени од стране Управе за храну и лекове (ФДА). Ову могућност ће вероватно имати и додатни одобрени дијагностички тестови за откривање САРС-КоВ-2.
Након сваког узорковања материјала лабораторије би требало да потврде да је узорак узет правилно и од особе која се тестира. Генерално, амандмани за узорковање захтевају од клиничке лабораторија да обезбеде позитивну идентификацију узорка и оптимални интегритет пацијентовог узорка користећи најмање два одвојена (различита) или јединствена идентификатора, као што је:
- први - име пацијента или
- други - јединствени идентификатор (ЈМБГ).

Остале информације које се морају доставити лабораторији приликом захтева за тестирање укључују и следеће податке:
- пол и старост или датум рођења пацијента;
- назив теста(ова) који ће се извршити;
- извор узорка;
- датум и, ако је потребно, време узимања узорака.

## Горњи респираторни тракт
Узимање узорака из назофаринкса  или из орофарингса  (грла) изводи само обучени здравствени радник,  који користите само брисеве од синтетичких влакана са танким пластичним или жичаним дршкама који су дизајнирани за узорковање слузокоже назофаринкса. Не смеју се  користити брисеве од калцијум алгината или брисеве са дрвеним дршкама, јер могу садржати супстанце које инактивирају неке врсте вирусе и/или могу инхибирати молекуларне тестове. Ако се истовремено сакупе узорци назофаринкса и назофаринкса и орофарингса, они се комбинују  у једну епрувету да би се тиме  максимално повећала осетљивост теста и ограничила употребу ресурса за тестирање.
Испирање/аспирација назофаринкса или испирање/аспирација носа (изводи обучени здравствени радник), овим редоследом:
- Причврсти катетер на усисни апарат.
- Нагне главу пацијента уназад 70 степени.
- Укапа  1 мЛ-1,5 мЛ небактериостатског физиолошког раствора (пХ 7,0) у једну ноздрву.
- Уметние цев у ноздрву паралелно са непцем (не према горе). Катетер треба да достигне дубину једнаку удаљености од ноздрва до спољашњег отвора уха.
- Започне нежно усисавање/аспирацију и уклања катетер док га нежно ротира.
- Ставља узорак из катетера у стерилну епрувету намењену за за транспорт вируса.

Овом методом сакупи се 1-5 мЛ пљувачке у стерилну, непропусну посуду са навојним поклопцем. Није потребан узорку додавати конзерванс.  

## Доњи респираторни тракт
Из доњег респираторног тракта узорак се прикупља:
- бронхоалвеоларним испирањем,
- трахеалним аспиратом,
- узорковањем плеуралне течност,
- биопсијом плућа (коју углавном изводи лекар у болничком окружењу)

Узорковањем треба сакупити 2-3 мЛ у стерилну, непропусну чашу за сакупљање спутума са затварачем или стерилну суву посуду.
Због поседовања одговарајућих техничких вештина и потреба за опремом, прикупљање узорака осим спутума из доњих дисајних путева може бити ограничено само на пацијенте са тежим обликом обољења, укључујући особе примљене у болницу и/или смртне случајеве.

#### Спутум (сакупљен под вођством обученог здравственог радника)
За пацијенте који развију продуктиван кашаљ, спутум се може сакупљати и тестирати када је доступан на САРС-КоВ-2. Треба напоменути да се индукција спутума не препоручује.
Пре узимања узорка пацијента треба едуковати о разлици између спутума (дубок кашаљ) и оралног секрета (пљувачка/пљувачка).У овом поступку пацијент треба даиспере уста водом, а затим искашљава дубоки испљувак директно у стерилну, непропусну чашу за сакупљање са поклопцем или стерилну суву посуду.
Током ове процедуре здравствени радници би требало да одржавају одговарајућу контролу инфекције , укључујући стандардне мере предострожности , и да носе респиратор Н95 или еквивалентан или виши ниво, заштиту за очи, рукавице и огртач када узимају узорке.